# Brian Blessed

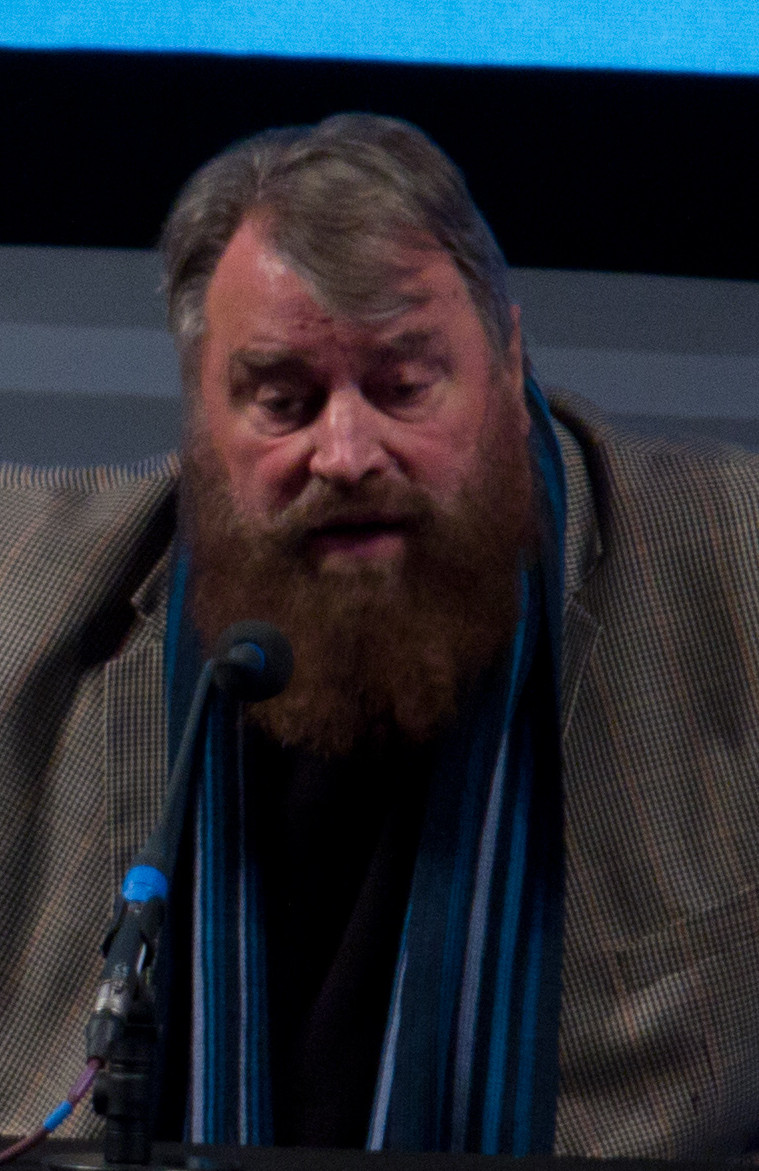
Brian Blessed (2012)

Brian Blessed OBE (* 9. Oktober 1936 in Mexborough, South Yorkshire, England) ist ein britischer Schauspieler.

## Leben und Wirken
Blessed nahm Schauspielunterricht an der Bristol Old Vic Theatre School. In den Jahren 1962 bis 1965 war er in der Fernsehserie Z Cars zu sehen, in der er noch einmal im Jahr 1978 auftrat. Seine erste Filmrolle spielte Blessed im britischen Familienfilm The Christmas Tree aus dem Jahr 1966. In der Miniserie The Three Musketeers aus dem gleichen Jahr spielte er die Rolle des Porthos. Im Filmdrama Troja (1971) trat er an der Seite von Katharine Hepburn, Vanessa Redgrave und Geneviève Bujold auf. In der ersten Staffel der britischen Science-Fiction-Serie Mondbasis Alpha 1 spielte er die Rolle des Raumfahrers Dr. Cabot Rowland, in der zweiten Staffel die des Wissenschaftlers Mentor. In der Miniserie Ich, Claudius, Kaiser und Gott (1976) mit Derek Jacobi in der Hauptrolle des Kaisers Claudius spielte er die Rolle des Kaisers Augustus.
Im Science-Fiction-Film Flash Gordon spielte Blessed an der Seite von Sam J. Jones die Rolle von Prinz Vultan. Im Historienfilm Henry V. (1989) spielte er an der Seite von Kenneth Branagh die Rolle von Exeter. Im Abenteuerfilm Robin Hood – König der Diebe (1991) war er als Lord Locksley neben Kevin Costner und Morgan Freeman zu sehen. Im Historiendrama King Lear (1999) spielte er die Titelrolle, außerdem führte er Regie.
Große Bekanntheit erlangte er 1983 durch seine Darstellung des fiktiven Richard IV. in der ersten Staffel (Mittelalter) der englischen Sitcom Blackadder.
Blessed ist mit der Schauspielerin Hildegarde Neil verheiratet und hat ein Kind. Er ist ein leidenschaftlicher Bergsteiger. Im Juni 2016 wurde Blessed der Order of the British Empire im Range eines Officer (OBE) verliehen.

## Filmografie (Auswahl)
- 1962–1978: Z Cars (Fernsehserie, 115 Folgen)
- 1966: The Christmas Tree
- 1966: The Three Musketeers (Fernsehminiserie)
- 1967–1969: Mit Schirm, Charme und Melone (The Avengers, Fernsehserie, 2 Folgen)
- 1969: Randall & Hopkirk – Detektei mit Geist (Randall & Hopkirk (Deceased), Fernsehserie, 1 Folge)
- 1971: Das vergessene Tal (The Last Valley)
- 1971: Troja (The Trojan Women)
- 1972: Der Mann von La Mancha (Man of La Mancha)
- 1975: The Day After Tomorrow (Into Infinity)
- 1975: Thriller (Fernsehserie, 1 Folge)
- 1975: Die Füchse (The Sweeney, Fernsehserie, 1 Folge)
- 1976: Ich, Claudius, Kaiser und Gott (I, Claudius, Fernsehminiserie)
- 1975–1976: Mondbasis Alpha 1 (Space:1999, Fernsehserie, 2 Folgen)
- 1980: Flash Gordon
- 1981: Die kleine Welt des Don Camillo (The Little World of Don Camillo, Fernsehserie, 13 Folgen)
- 1983: Höllenjagd bis ans Ende der Welt (High Road to China)
- 1983: Der Hund von Baskerville (The Hound of the Baskervilles)
- 1983: Blackadder (Fernsehserie)
- 1984: Die letzten Tage von Pompeji (Fernsehminiserie)
- 1986: Die Rückkehr zur Schatzinsel (Fernsehserie)
- 1988: Feuersturm und Asche (War and Remembrance, Fernsehminiserie)
- 1989: Henry V. (Henry V)
- 1991: Robin Hood – König der Diebe (Robin Hood: Prince of Thieves)
- 1991: Der Gefangene der Teufelsinsel (Prisoner of Honor)
- 1993: Viel Lärm um nichts (Much Ado About Nothing)
- 1994: MacGyver – Jagd nach dem Schatz von Atlantis (MacGyver: Lost Treasure of Atlantis, Fernsehfilm)
- 1994: 1746 – Die Schlacht in den Highlands
- 1995: Katharina die Große (Catherine the Great, Fernsehfilm)
- 1996: The Bruce – Kampf für Schottlands Freiheit (The Bruce)
- 1996: Hamlet
- 1999: King Lear
- 1999: Star Wars: Episode I – Die dunkle Bedrohung (Star Wars Episode I, Stimme)
- 1999: Das tollste Kaufhaus der Welt (The Greatest Store in the World)
- 2004: Alexander
- 2006: Das Konklave
- 2006: Tage der Finsternis – Day of Wrath (Day of Wrath)
- 2014: Katharina von Alexandrien (Katherine of Alexandria)
- 2018: Robin Hood: The Rebellion
- 2019: Shed of the Dead (Stimme)

## Synchronarbeiten (Auswahl)
(Quelle: )
- 1999: Tarzan als Clayton
- 2006: Rome Total War: Alexander
- 2012: Die Piraten! – Ein Haufen merkwürdiger Typen (The Pirates! In an Adventure with Scientists!) als Piratenkönig
- 2014: Legends of Oz: Dorothy’s Return als Richter  Jawbreaker
- 2018: Kingdom Come: Deliverance (PC/Konsolenspiel) als Konrad Kyeser
- 2019: Total War: Warhammer II (Videospiel) als Gotrek Gurnisson
- 2021: Evil Genius 2: World Domination (Videospiel) als Red Ivan